# Église Saint-Saturnin d'Antony
Pour les articles homonymes, voir Église Saint-Saturnin.
L’église Saint-Saturnin d'Antony est d'une part l'un des éléments principaux du riche patrimoine d'Antony, commune française de la région Île-de-France et d'autre part le principal lieu de culte de la paroisse Saint-Saturnin d'Antony, l'une des 81 paroisses des Hauts-de-Seine.
Typique de l'architecture gothique des églises rurales de la région, avec son plan rectangulaire, sa façade et son chevet plat, son clocher latéral, elle révèle, à l'intérieur, trois époques de construction correspondant aux trois époques de relative prospérité de l'Île-de-France : VIIIe siècle, XIIe siècle et fin du XIVe siècle après la guerre de Cent Ans. C'est par ailleurs l'église d'Île-de-France qui conserve les parties les plus anciennes car datant de l'époque carolingienne. Ce bâtiment fait l’objet d’une inscription au titre des monuments historiques depuis le 19 octobre 1928.
La paroisse Saint-Saturnin d'Antony est l'une des 14 paroisses du « doyenné de la Pointe Sud », l'un des 9 doyennés du diocèse de Nanterre.

## Bâtiment

### Historique

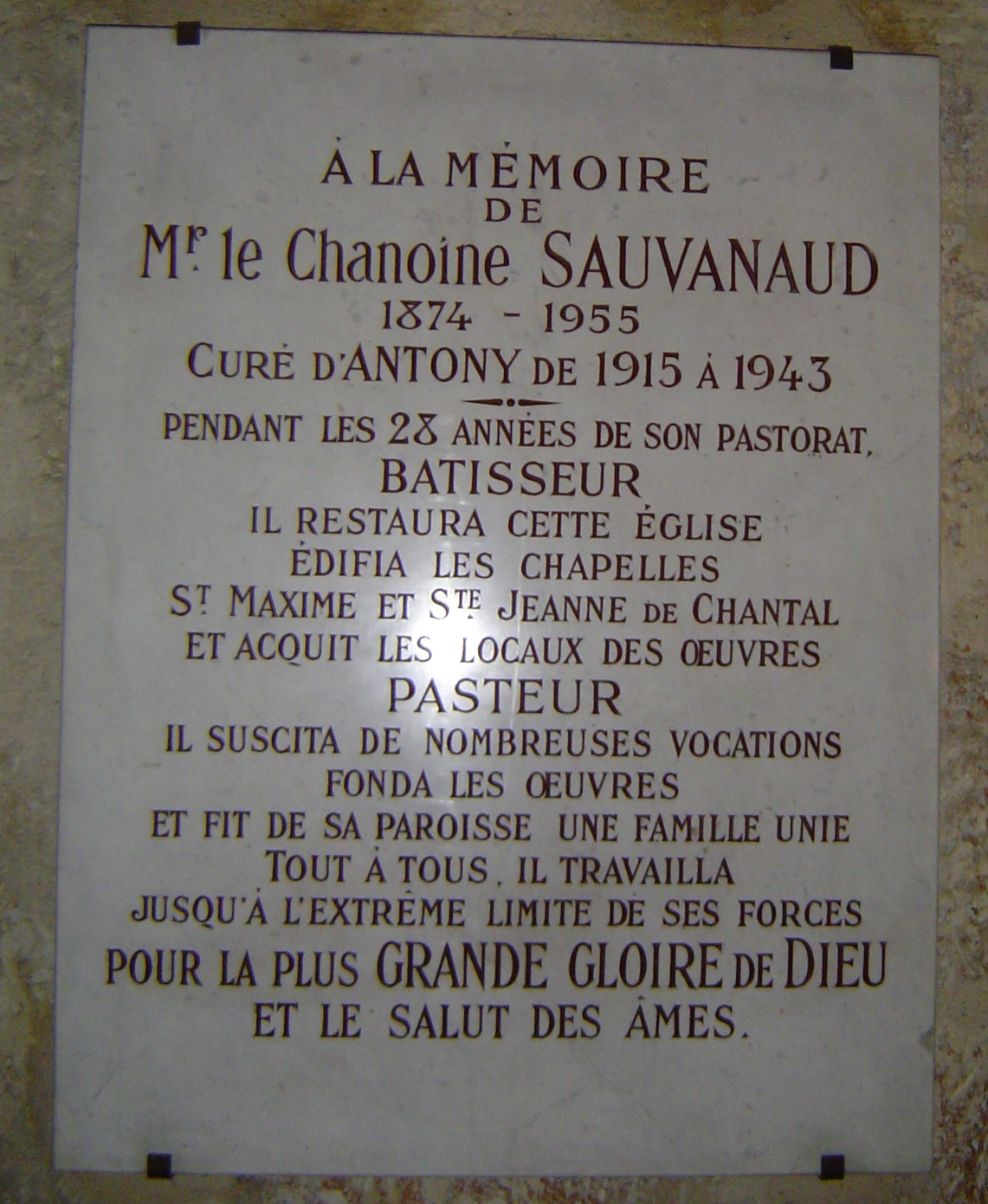
Plaque en mémoire de l'abbé Sauvanaud.

De l’époque de la chapelle carolingienne, il reste aujourd’hui, au-dessous du grand vitrail central, une excavation rectangulaire avec deux cuves : le « lave-mains ». Les célébrants y pratiquaient leurs ablutions avant et après les offices.
En 1177, le pape Alexandre III érige Saint-Saturnin d’Antony en paroisse. Les terres qui appartenaient à l’abbaye bénédictine de Saint-Germain-des-Prés sont alors remises aux paroissiens.
Pendant la Révolution, l'église sert successivement de salle à danser, de lieu de spectacles, de temple de la Raison et de fabrique de salpêtre. Le bâtiment est épargné, mais le mobilier est pillé,.
En 1820, le cimetière fut transféré à l'emplacement où il se trouve aujourd'hui, alors qu'il s'était toujours situé  devant l’église. Des fouilles pratiquées en 2019 sous le parvis ont permis de retrouver, comme en 1990, une quarantaine de tombes très anciennes.
De 1843 à 1854, l’abbé Enjalvin — curé et historien d’Antony — fut à l’origine de travaux considérables d’aménagement à l'intérieur de l'église (construction d'une tribune, pavage).
En 1928, ce monument fut inscrit à l'inventaire des monuments historiques. Il a fait l'objet d'importants travaux de rénovation en 1980-1982, en 1989 et en 2000-2002.

### Extérieur
La façade a été modifiée en 1880 avec la création en style néo-flamboyant de trois trèfles, d'une frise de festons et de deux fausses fenêtres, mais les ornements de la porte en anse de panier sont peut-être authentiquement du XVe siècle.
La sacristie, dont les murs datent de 1666, a été restructurée au cours de l'année 2002 afin de dégager un vitrail de la face nord.

#### Toiture, beffroi et clocher
La couverture a été refaite en 2002 en ardoises naturelles d’Angers posées au clou. Le beffroi a été refait dans sa totalité. Il est constitué d’un assemblage soigné de charpentes en chêne qui permet de soutenir l’ensemble des cloches et évite ainsi la transmission des vibrations dans le haut du clocher.
Le beffroi soutient quatre cloches dont la plus ancienne, Charlotte-Geneviève, date de 1730. D'un diamètre de 1,18 mètre, sonnant le « mi bémol » et pesant 700 kilos, elle sonne le glas et les grands carillons. C'est la seule des quatre cloches qui a survécu à la Révolution. En 1923, ont été ajoutées deux cloches : Marie-Irma et Blanche-Camille sonnant le « si » et le « sol », puis en 1935 la cloche Louise-Blanche-Jeanne-Yvonne sonnant le « la »,,.
Au début du XIXe siècle la flèche de pierre a été remplacée par une flèche d’ardoises.
En 1891, un coq de grande dimension (93 × 72 cm) est mis en place. Il a été entièrement restauré par deux artisans d'Antony et remonté le 7 avril 2001.

#### Dimensions
Hors œuvre, l’église mesure 19,5 mètres de large et 30,5 mètres de long.
Le nombre de places assises est d'environ 600 : 350 dans l'église (nef, bas-côtés et chœur) et 250 dans la chapelle.

### Intérieur

#### Base du clocher
La base du clocher, à l'intérieur de l'église, se caractérise par l'épaisseur de ses murs et l'aspect massif de la paroi nord du chœur. Lors des travaux de rénovation de l'église en 1981, le tracé d'un arc en plein cintre à claveaux égaux s'est trouvé dégagé de ces murs épais. Au-dessus de cet arc, on découvrit alors une fenêtre haute, étroite, aux proportions d'un tiers pour trois tiers, sans embrasement, donc typiquement carolingienne. Il s'agit de la tour lanterne d'une chapelle attestée dès 829 dans la donation de Louis Ier le Pieux, fils de Charlemagne, à l'abbaye de Saint-Germain-des-Prés : Antoniacum cum ipsa capella. Cet acte étant une simple confirmation, on peut en déduire que cette chapelle devait être antérieure à cette date, ce qui fait de cette partie de l'église Saint-Saturnin, l'un des restes d'architecture religieuse les plus anciens de l'Île-de-France. Il s'agissait vraisemblablement, selon un schéma classique, de la chapelle du grand domaine d'un gallo-romain ou d'un mérovingien du non d'Antonius.

#### Chœur
Lors de la prospérité revenue en Île-de-France sous Louis VI et Louis VII, l'agrandissement de la chapelle a commencé par le chœur et l'actuelle dernière travée des bas-côtés nord où les chapiteaux aux pommes de pin évoquent la tradition romane. Il s'est poursuivi en deux autres étapes, vers le sud, pour créer le chœur actuel : d'abord, vers 1144, la travée du fond, aux arcs à peine brisés et à la maçonnerie encore rustique, puis la travée centrale avec un ensemble d'arcs brisés et de voûtes sur croisée d'arêtes, plus élégants et de meilleure facture. Cette dernière partie pourrait correspondre aux années 1177, date à laquelle la chapelle a été élevée au titre de paroisse. L'architecture de ce chœur est un cas exemplaire de la naissance de l'art gothique et du passage de la charpente à la voûte d'arêtes.

#### Nef
À l’issue de la guerre de Cent Ans, où l’église a servi de refuge et a subi des destructions, on reconstruit la nef. C’est la nef que l’on voit aujourd’hui, construite d’un seul jet, elle forme un ensemble harmonieux avec ses piliers hexagonaux d’où se détachent les nervures qui structurent la voûte. C’est toutefois le travail d’artisans qui découvraient ce type d’architecture comme le montre l’alignement chaotique des clefs de voûte.

#### Vitraux

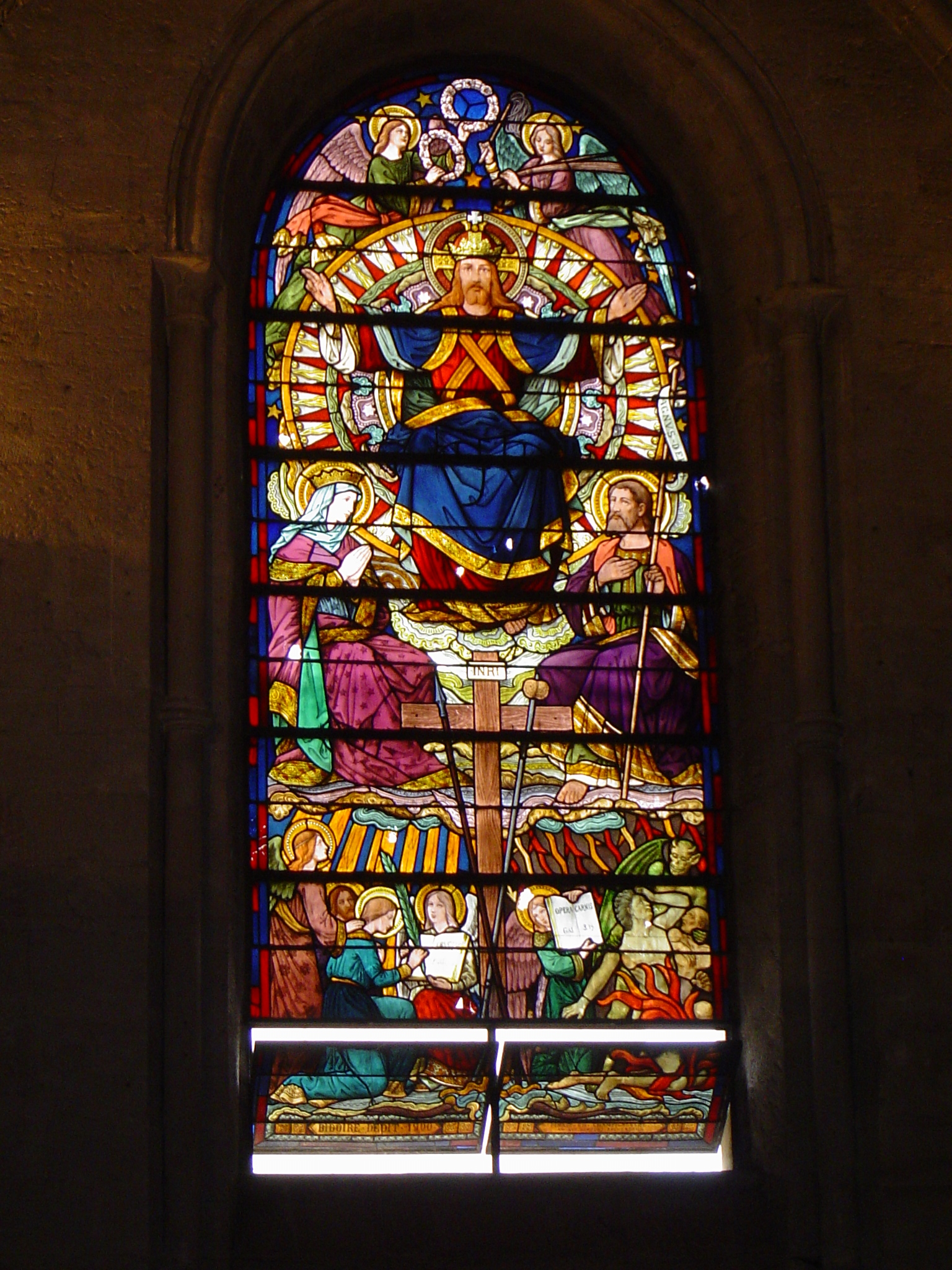
Le grand vitrail central du Jugement dernier (1900) par Charles Champigneulle.

L'église Saint-Saturnin contient un grand nombre de vitraux de la fin du XIXe et du début du XXe siècle.
Le premier vitrail que l’on voit en entrant dans l’église est celui du fond du chœur, inscrit à l'inventaire des monuments historiques. Il représente le Jugement dernier. Après la réouverture de cette baie en 1892, la présence d’un grand vitrail s’imposait. Il a été réalisé par le maître-verrier Charles Champigneulle, maître verrier de père en fils, plusieurs fois récompensé et membre du jury à plusieurs expositions universelles de Paris. Il a été donné à l’église en 1900 par M. Bidoire, propriétaire d’un château bâti au XVIIIe siècle, château détruit en 1937, comme on peut le lire en bas du vitrail : « BIDOIRE DEDIT 1900 / Pinxit CH. Champigneulle / 40, rue Denfert-Rochereau ». Le Christ est au centre du vitrail, de face, les bras en croix, assis sur son trône, auréolé d’une couronne de lumière, entre deux cercles concentriques. Au-dessus, deux anges. À ses pieds, deux personnages : sa mère, la Vierge Marie et saint Jean-Baptiste. En dessous du Christ, à droite, un diable cornu conduit les pécheurs en enfer, tandis qu’à gauche, un ange au milieu de personnages auréolés prend la direction du paradis,. On peut noter son aspect "image pieuse", typique de l' époque.
Les vitraux suivants sont décrits dans l’ordre antihoraire, une fois que l'on entre dans l'église.
- Le premier représente sainte Geneviève. Il a été réalisé en 1923 par le maître-verrier Émile Janiaud. À gauche du vitrail, le puits de Nanterre, ville natale de sainte Geneviève. Elle est représentée ici conformément à la tradition, filant de la laine au milieu de ses moutons[APPA 4].
- Le deuxième représente saint Louis et sa mère, Blanche de Castille. Derrière saint Louis, en bas à droite, on distingue la Sainte-Chapelle qu’il avait fait construire en 1243 pour conserver les reliques du Christ ramenées de Jérusalem. Derrière Blanche de Castille, en bas à gauche, on distingue une partie de la façade de la cathédrale Notre-Dame de Paris dont la construction fut terminée vers 1240. Au-dessus des deux personnages, le vitrail est composé d’un soufflet en forme de trèfle à quatre lobes, dans lequel on peut voir deux anges tenant une inscription « caritas, fides, justicia » (« charité, foi, justice »)[APPA 5].
- Le troisième représente la descente de croix. Il a été réalisé en 1922 par le maître-verrier Jacques Grüber, le maître verrier le plus célèbre de l'Ecole de Nancy. On avait initialement posé en dessous de ce vitrail les plaques rappelant les noms des morts pour la France durant la Première Guerre mondiale. L'hommage aux morts est en effet exprimé dans ce vitrail à travers l'iconographie de la Passion sous la forme d'une piéta éplorée devant la descente de croix, surmontée de l'archange portant épée et bannière sur laquelle on lit « Mors et Vita » (« la mort et la vie »), évoquant la victoire du Christ sur la mort[Flo 3]. À droite du vitrail, le Christ est descendu de la Croix, porté par quatre personnages. Tout en bas du vitrail, on peut lire : « Don de M. Ch. Barié 1922 »[APPA 6],[APPA 7].

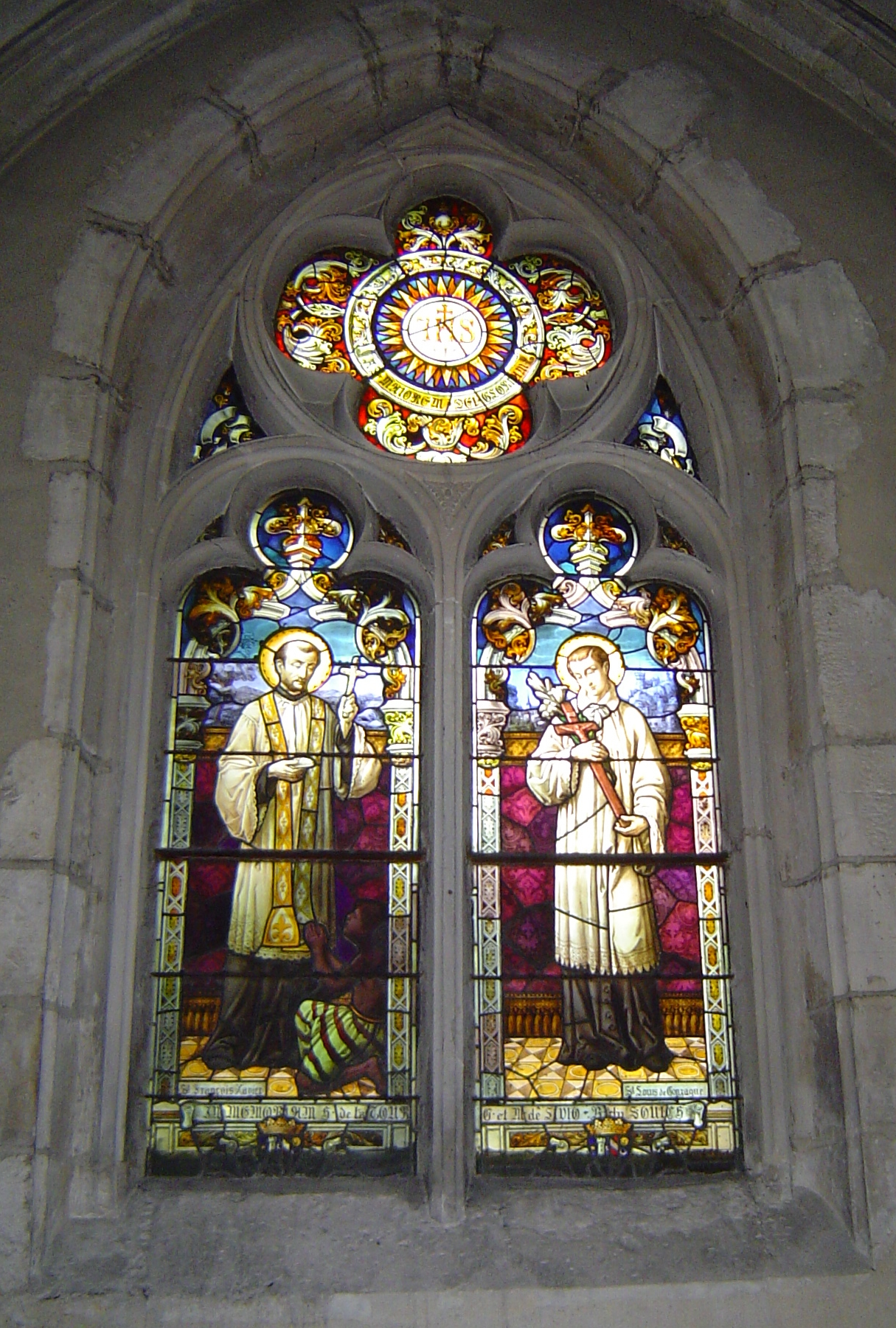
Saint-François-Xavier et Saint-Louis-de-Gonzagues.

- Le quatrième représente saint François Xavier à gauche et saint Louis de Gonzague à droite. Tous les deux étaient membres de la Compagnie de Jésus (les jésuites). Au-dessus de ces deux saints, le vitrail est composé d’un soufflet en forme de trèfle à quatre feuilles dans lequel on remarque trois cercles concentriques. Dans le cercle extérieur, on lit la devise des jésuites : « Ad maiorem Dei gloriam » (« pour la plus grande gloire de Dieu »)[APPA 8],[APPA 7].
- Les deux vitraux suivants se situent dans la chapelle de la Vierge. Le cinquième vitrail représente l’Annonciation. Il a été réalisé en 1926, lui aussi par le maître-verrier Jacques Grüber. Ce vitrail est un véritable tableau, Jacques Grüber s’étant inspiré des peintres italiens[9]. Quant au sixième vitrail, posé en 1982 au moment de la restauration de l’église, c’est un vitrail moderne non figuratif dû à M. Guevel, maître-verrier à Valmondois. La seule indication que l’on puisse reconnaître est le sigle, placé en bas et à gauche, des Marianistes dont le siège à l'Institution Sainte-Marie d'Antony se situe sur le territoire de la paroisse Saint-Saturnin[APPA 9],[APPA 10].
- Après le vitrail central, le huitième vitrail est placé dans la chapelle dédiée à saint Joseph. Ce vitrail est une grisaille peinte à la main et datée des environs de 1860[APPA 11].

Les vitraux suivants étant orientés au nord, ne sont que légèrement colorés afin de laisser passer le maximum de lumière.
- Le neuvième contient deux médaillons. Celui de gauche représente une tête de vieillard. En dessous de ce médaillon, un autre médaillon où on lit les deux lettres « LS », initiales de la famille donatrice Sauvanaud-Lieffroy. Louis Sauvanaud fut curé de la paroisse alors que dans les années 1920, un membre de la famille Lieffroy en fut son vicaire. Quant aux médaillons de droite, en haut le portrait d’une jeune femme et en bas les initiales « PB », en souvenir du don de la famille Bertholat[APPA 12],[APPA 13],[APPA 3].
- Le dixième est dédié à saint Saturnin. À gauche, saint Saturnin est représenté en train de prêcher tandis que le médaillon de droite représente son martyre où il est tiré par un taureau. En dessous, deux médaillons : à gauche « StS » pour saint Saturnin et à droite les initiales « BR » de la donatrice Blanche Roy que l’on connaît par ailleurs comme marraine de la cloche Blanche-Camille installée en 1923[APPA 14],[APPA 13].
- Le onzième est également constitué de médaillons, mais celui-ci possède un médaillon supplémentaire placé dans la partie haute du vitrail. Ce médaillon représente le Sacré-Cœur de Jésus, autour duquel on peut lire « Monastère de la Visitation, Paris ». Autour dans un autre cercle, on peut également lire « À la mémoire de Mlle Eugénie Rougeoreille 1920 ». En dessous, sur le médaillon de gauche, figure une femme éplorée. Ce médaillon se trouve au-dessus de celui où se trouvent les initiales « MMs » et en dessous est inscrit « À la mémoire de Mlle Madeleine Baudry-Legaigneur », enfant morte le 15 janvier 1922, âgée de 8 ans. Dans le médaillon de droite, la même femme se trouve au pied de la Croix. Le médaillon du bas contient des initiales « AFs » dont on ne connaît pas la signification, le nom du donateur — indiqué en dessous — étant François Delange[APPA 15],[APPA 16].
- Le douzième et dernier vitrail contient seulement deux médaillons : celui du centre représente Notre-Dame, Mère de Miséricorde. Le médaillon inférieur contient les initiales « ND » pour Notre-Dame. Ce vitrail a été donné vers 1920 par la famille Danton, au retour d’un pèlerinage (apparition de la Vierge à Pellevoisin dans l’Indre)[APPA 17],[APPA 16].

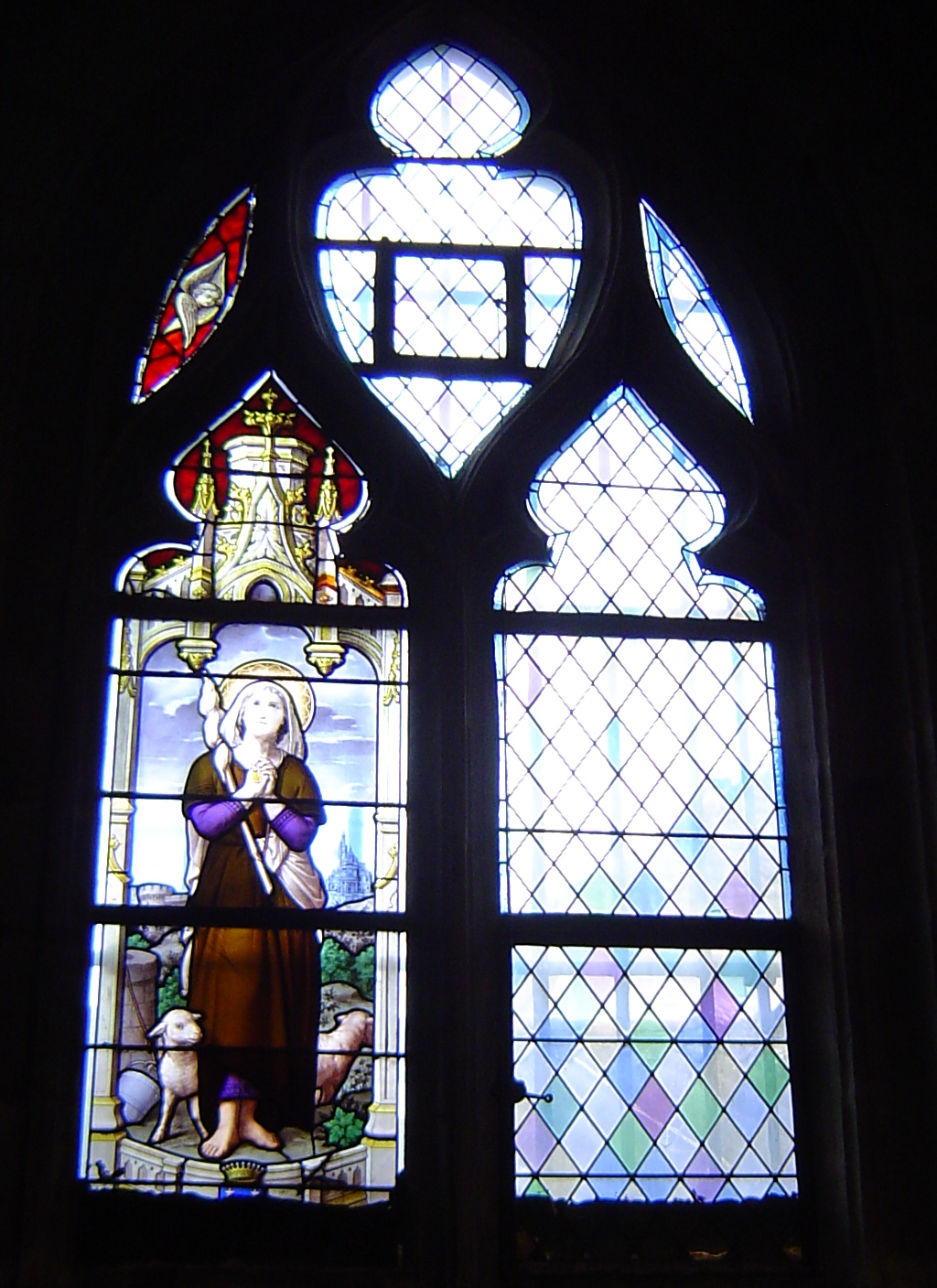
Sainte-Geneviève.
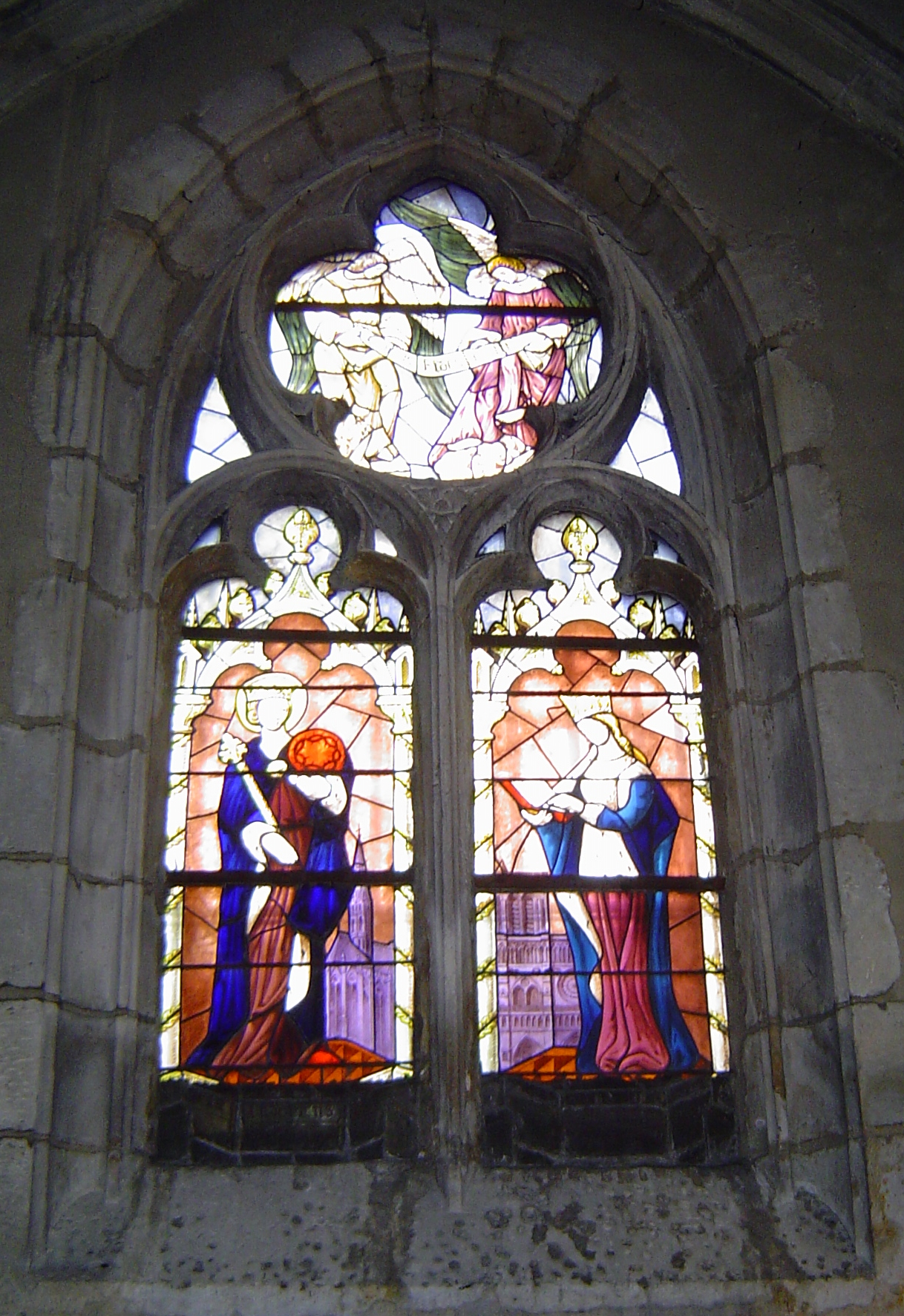
Saint-Louis et Blanche de Csatille.
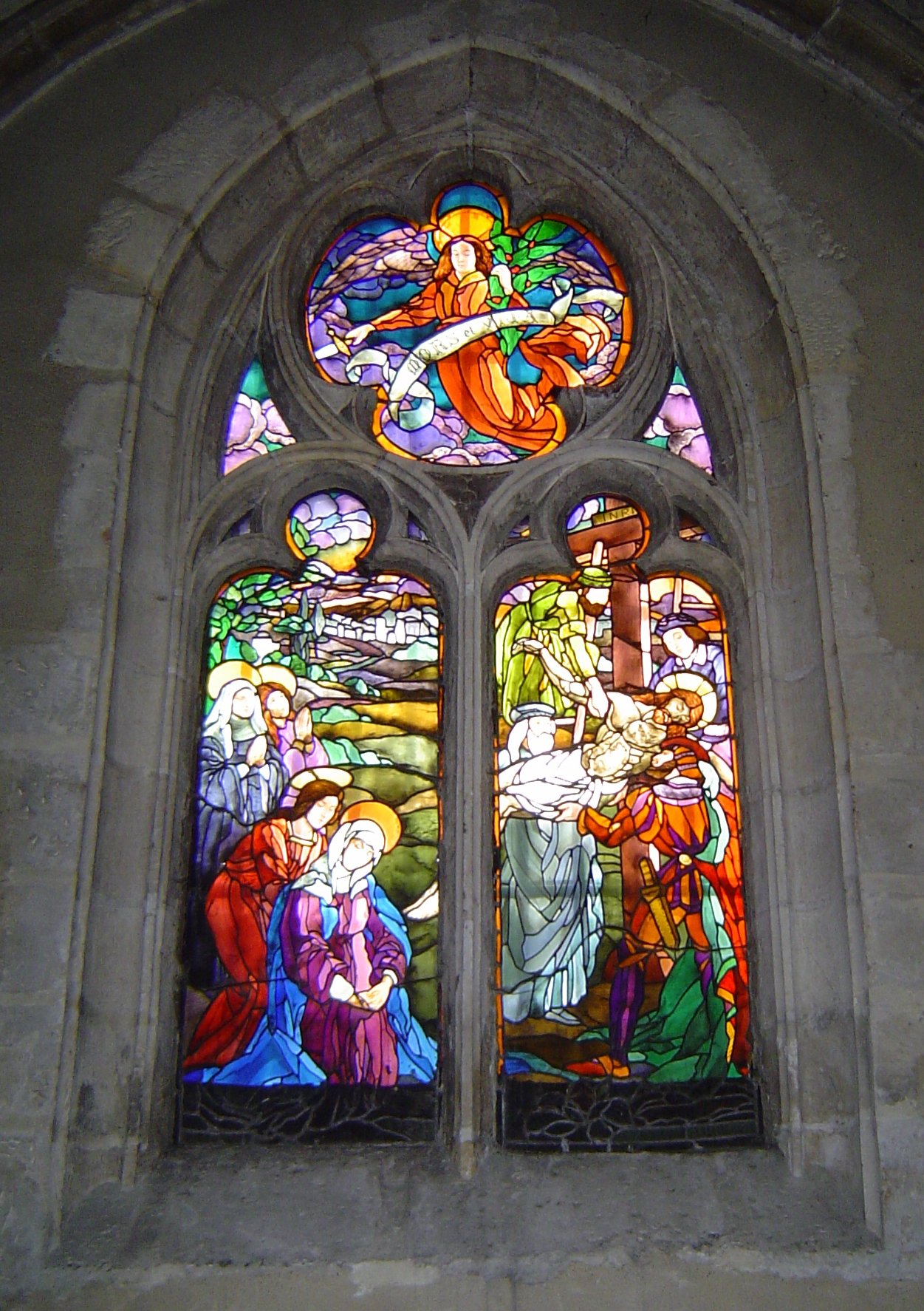
Descente de croix.
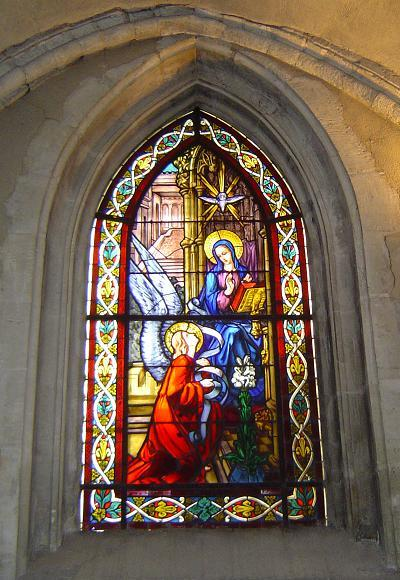
L'Annonciation.
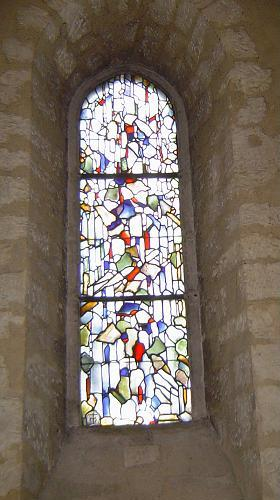
Vitrail moderne.
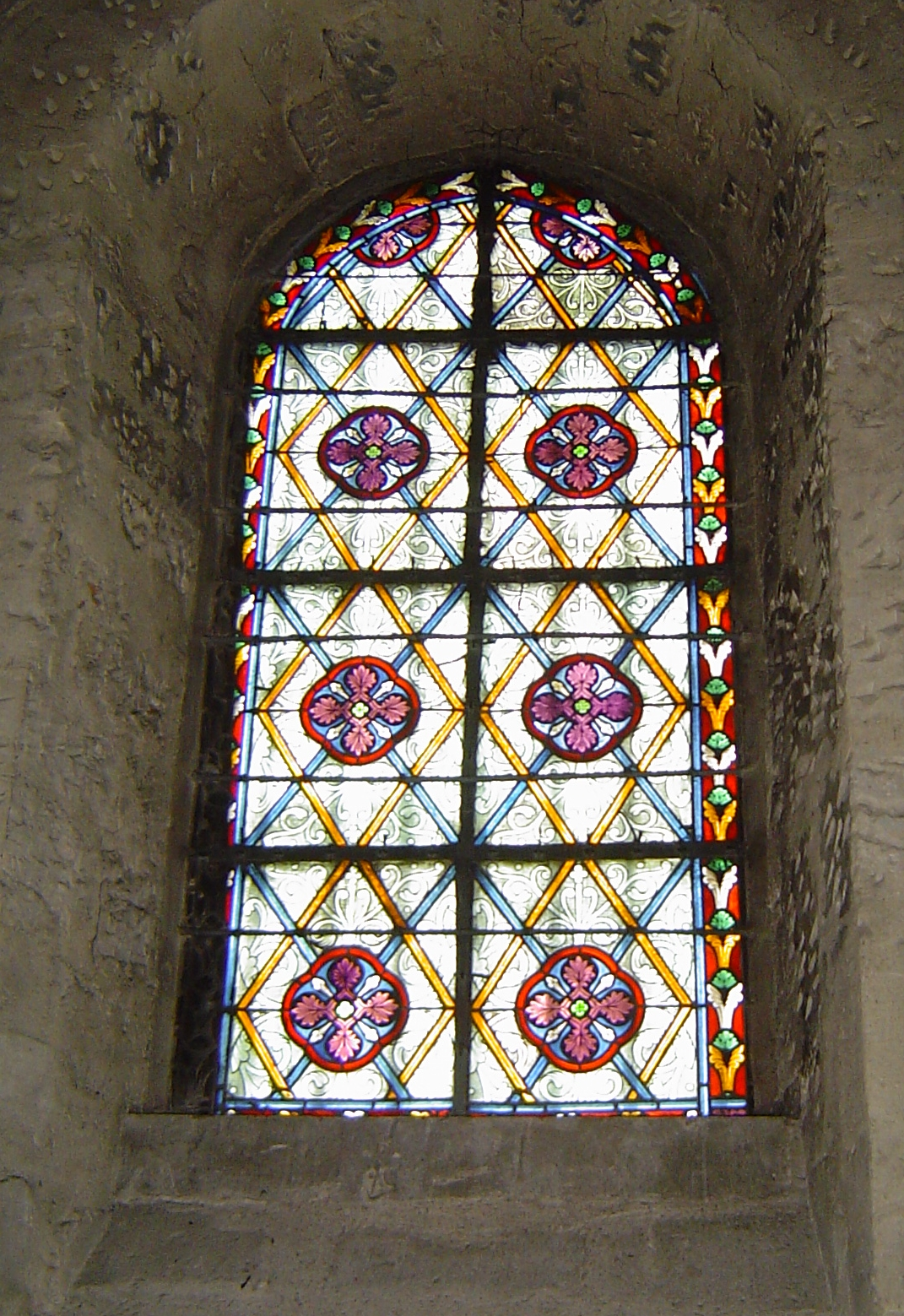
Grisaille.
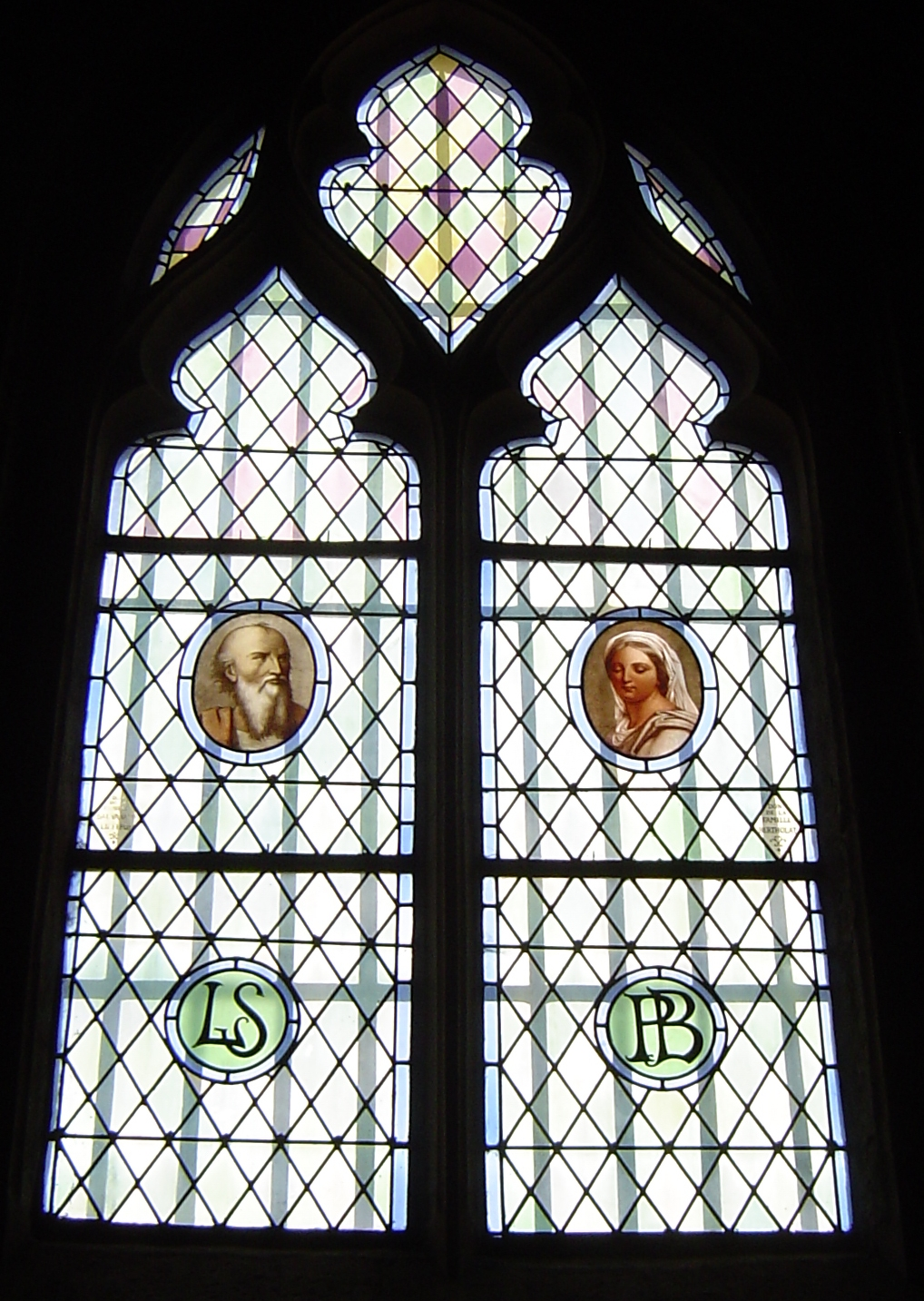
Deux médaillons.
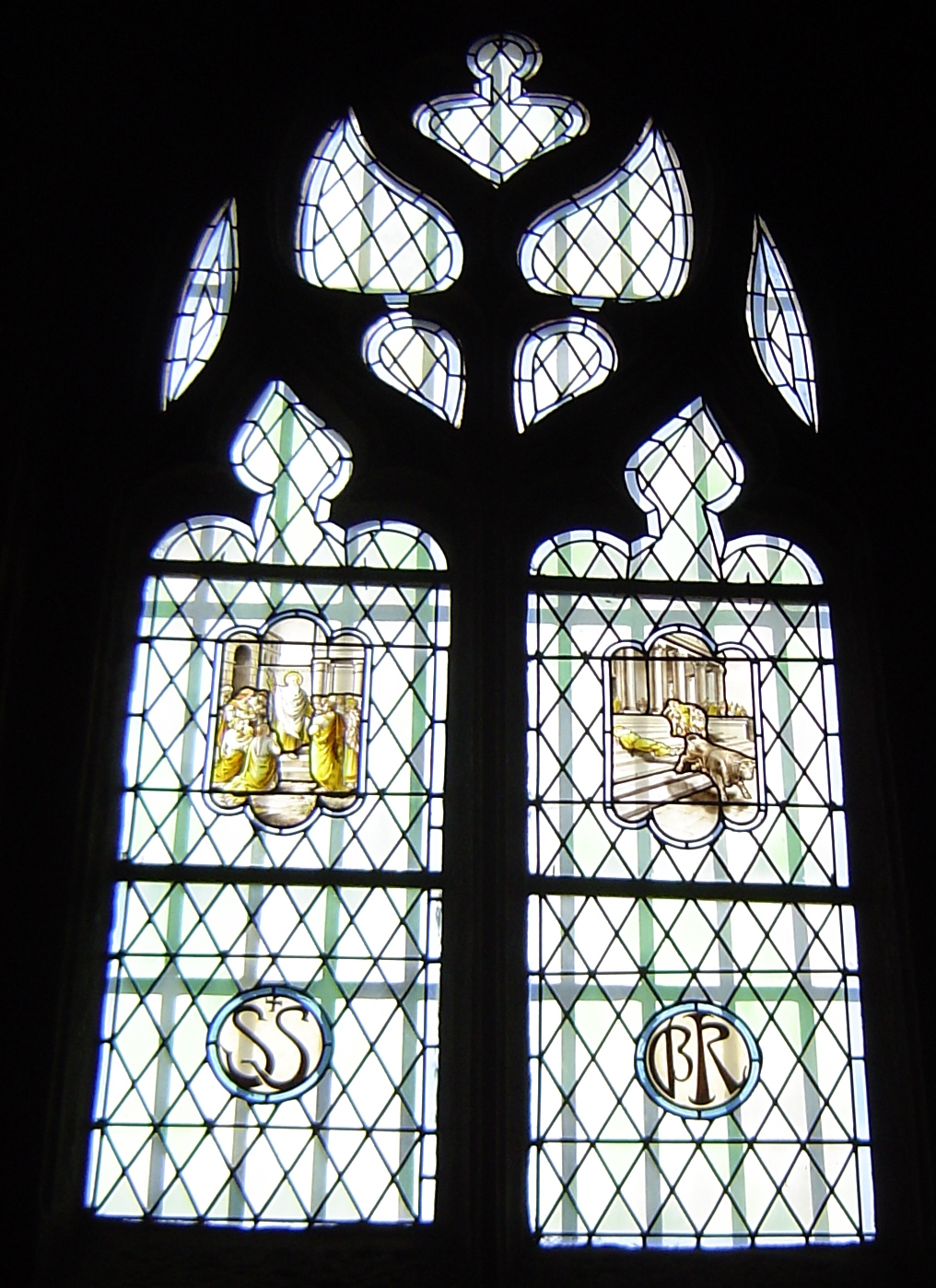
Saint Saturnin.
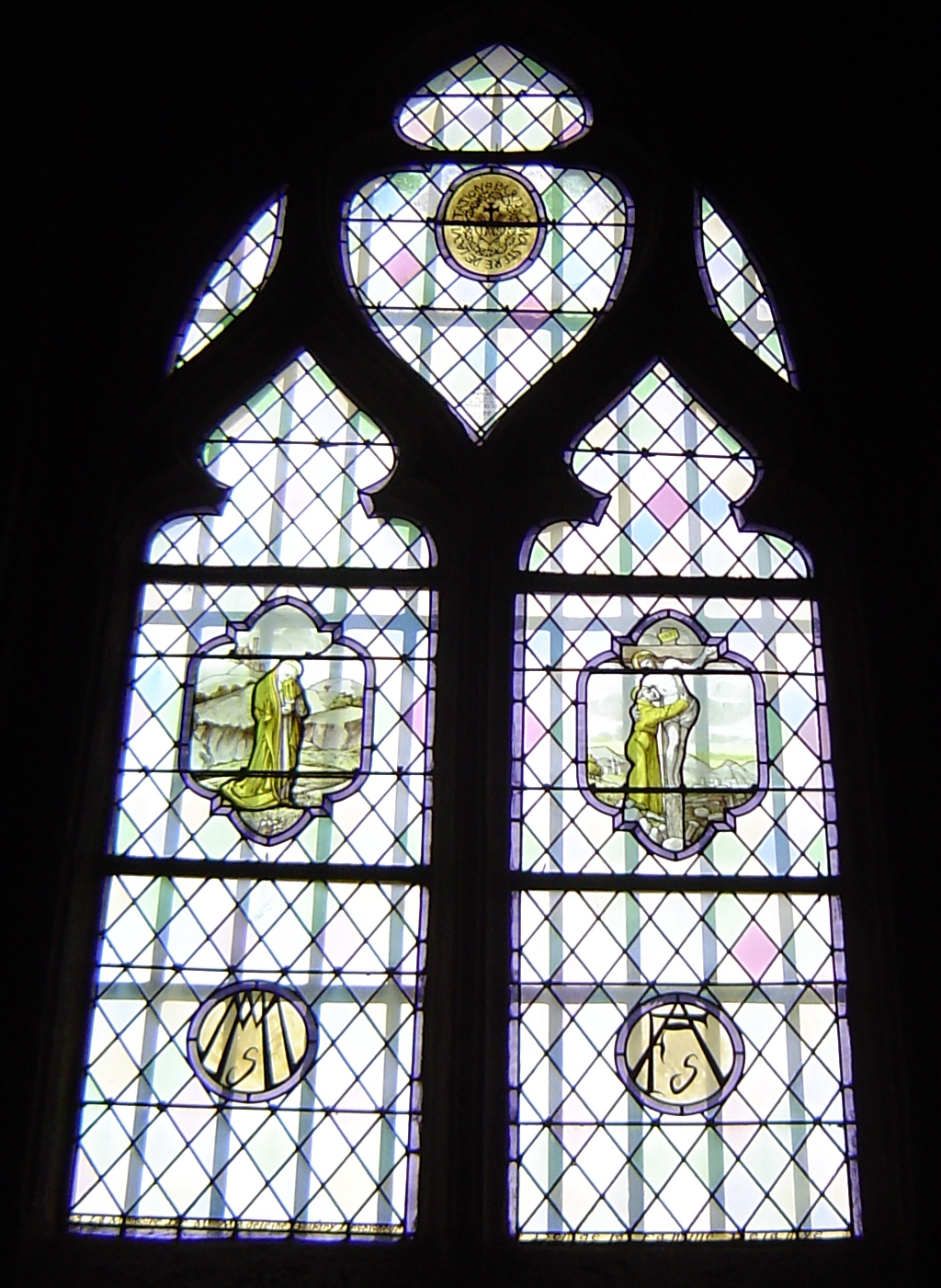
Christ en croix.
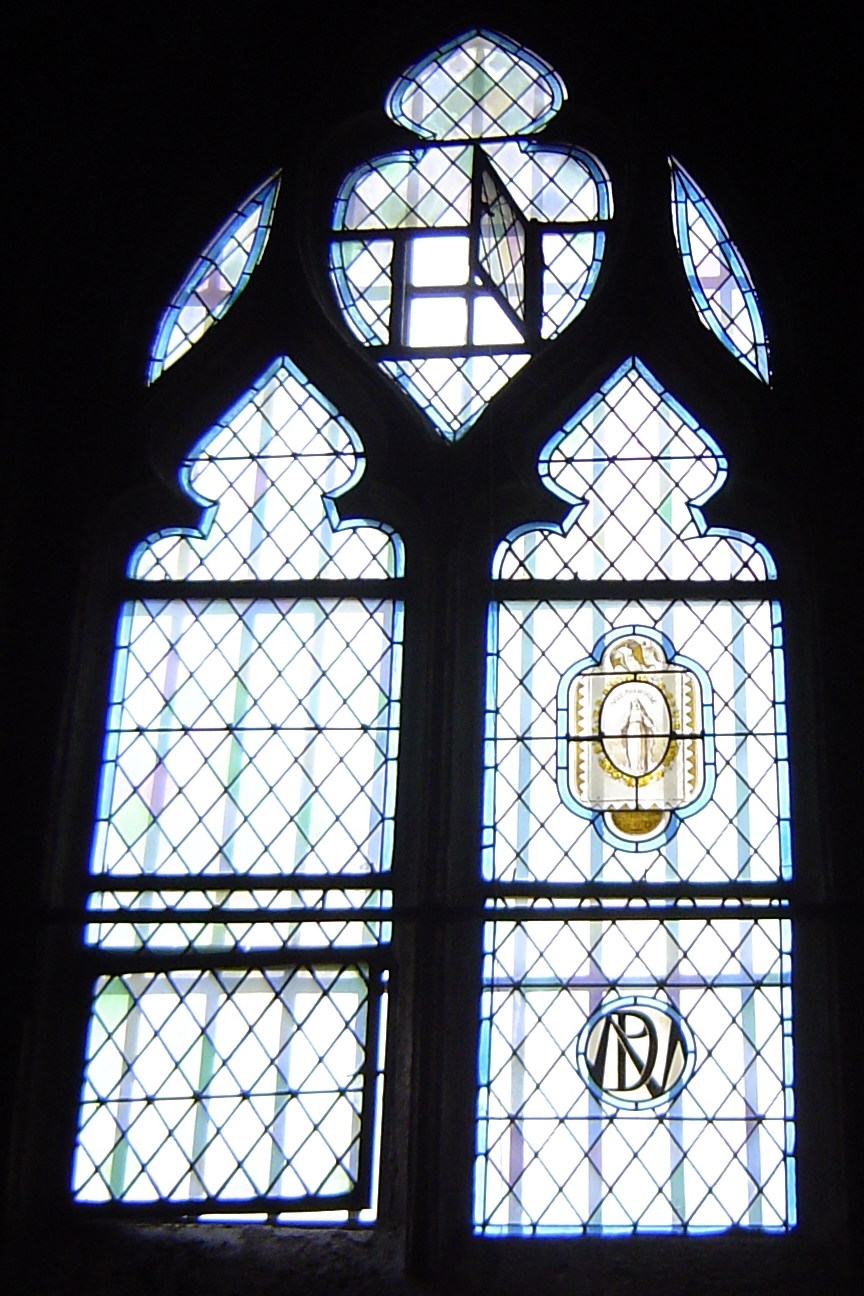
Mère de Miséricorde.

#### Pavement
Vers la fin du XVIIIe et le début du XIXe siècle, la nef se pare d'un dallage en pierre de liais blanche et en marbre noir. Ce pavement noir et blanc est typique des églises d’Île-de-France.

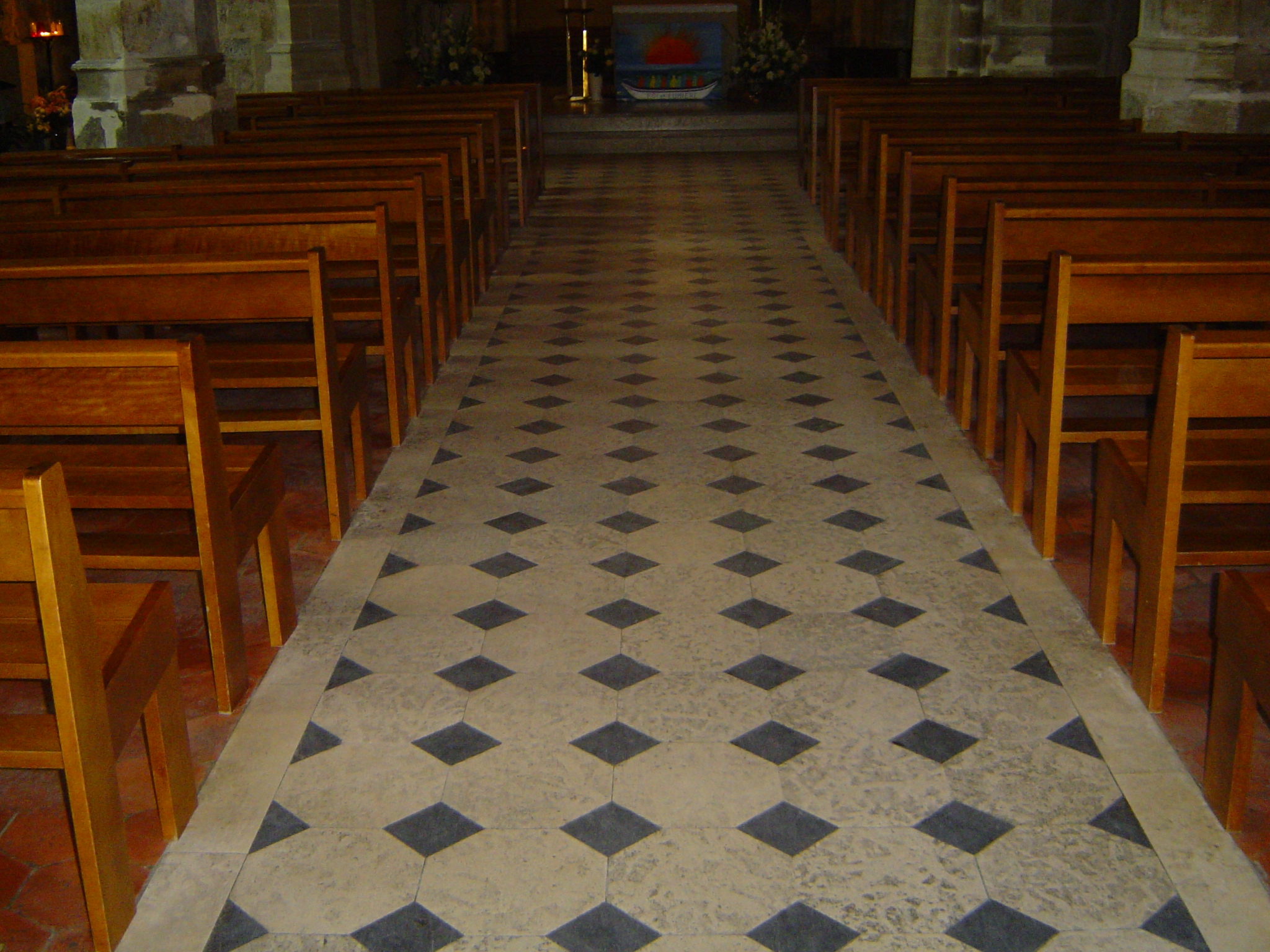
Le pavement de la nef. À gauche et à droite figure le pavement ancien en brique de Beauvais.

#### Statuaire
Le crucifix grandeur nature (1930) est l'œuvre originale du paroissien Louis Rabeau, menuisier à Antony. Ce crucifix était à l’origine placé sur le mur en face de la chaire. Taillé dans le chêne, il mesure 1,90 × 1,10 m.
De l’ensemble de statues qui se trouvaient dans l’église avant la dernière rénovation n’a été conservée aujourd’hui qu’une copie en ciment-pierre de 1930 d'une Vierge à l'Enfant du XIIIe siècle.

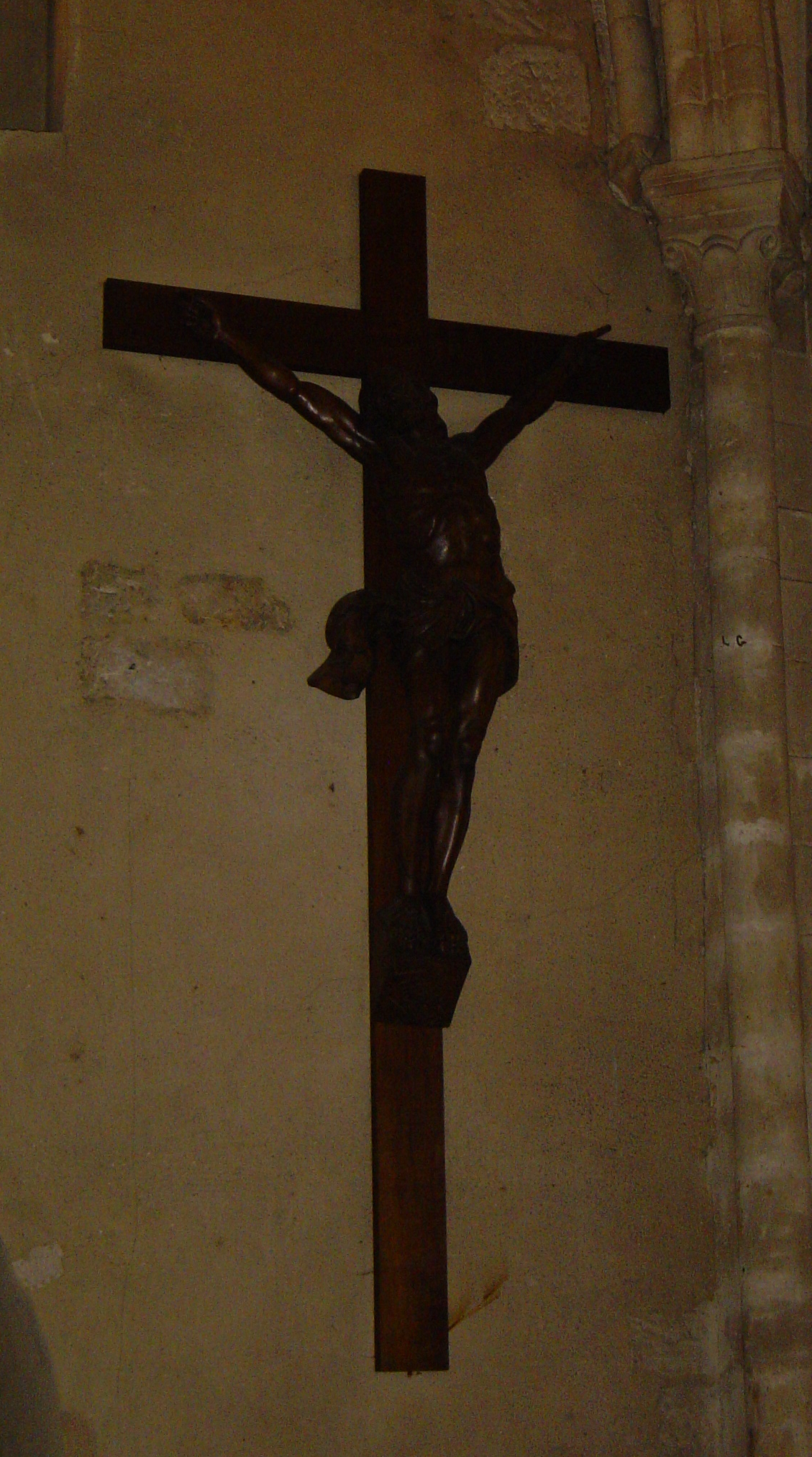
Le crucifix en bois de la nef par Louis Rabeau (1930).
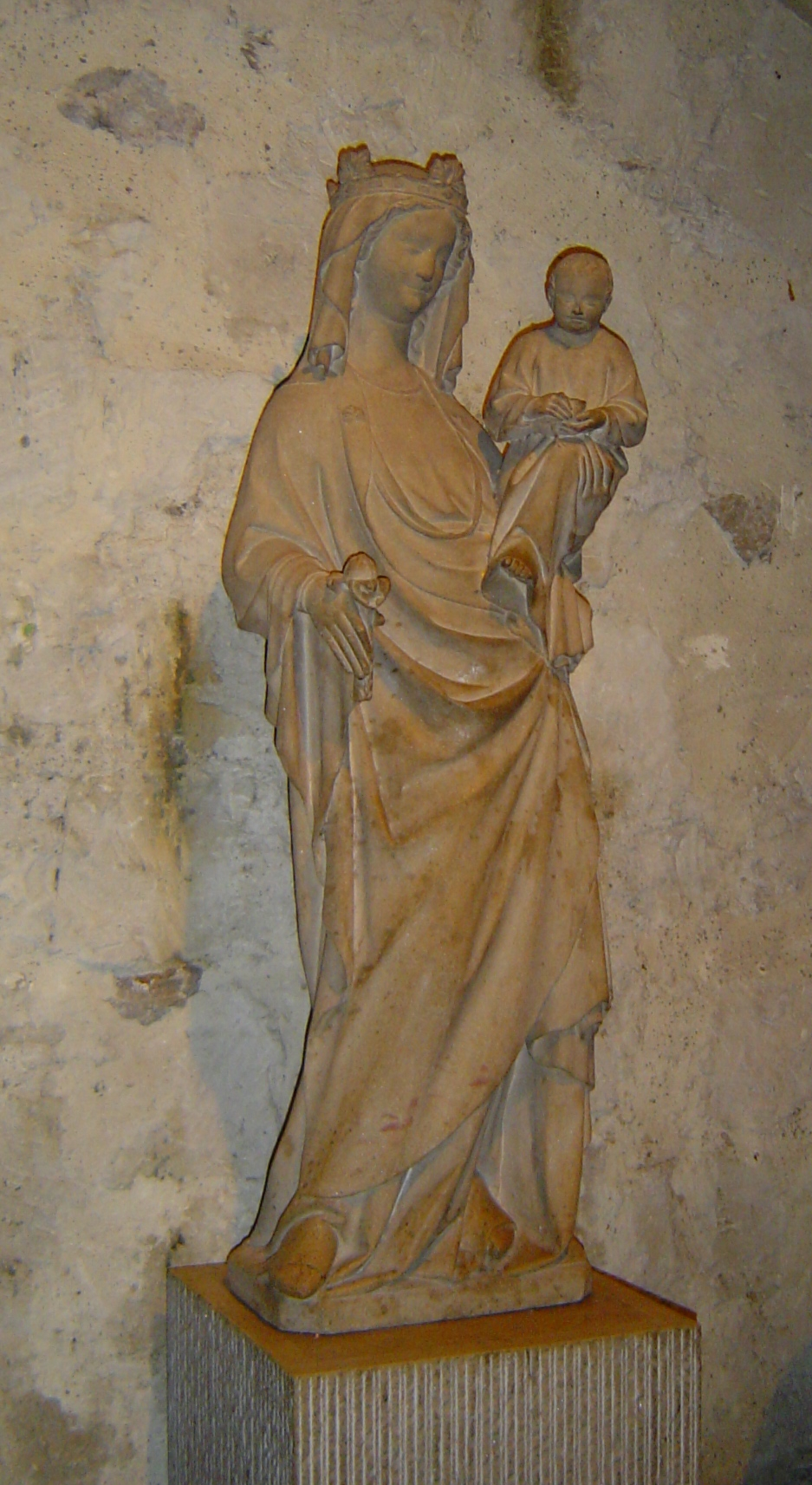
Vierge à l'Enfant, copie de 1930 d'un original du XIIIe siècle.

#### Tribune et orgues
En 1852, une tribune est construite au-dessus de l'entrée de l'église. Sa balustrade est constituée de la table de communion en fonte moulée, elle-même remplacée par une table en pierre.

#### Fonts baptismaux
D'une hauteur de 80 cm et d'un diamètre d'un mètre, les fonts baptismaux datent du XVIIIe siècle. La cuve en pierre, placée sur un pied, est décorée de côtes concaves surmontées d'une chaînette. C'est l'un des seuls vestiges de la décoration du XVIIIe siècle dans l'église.

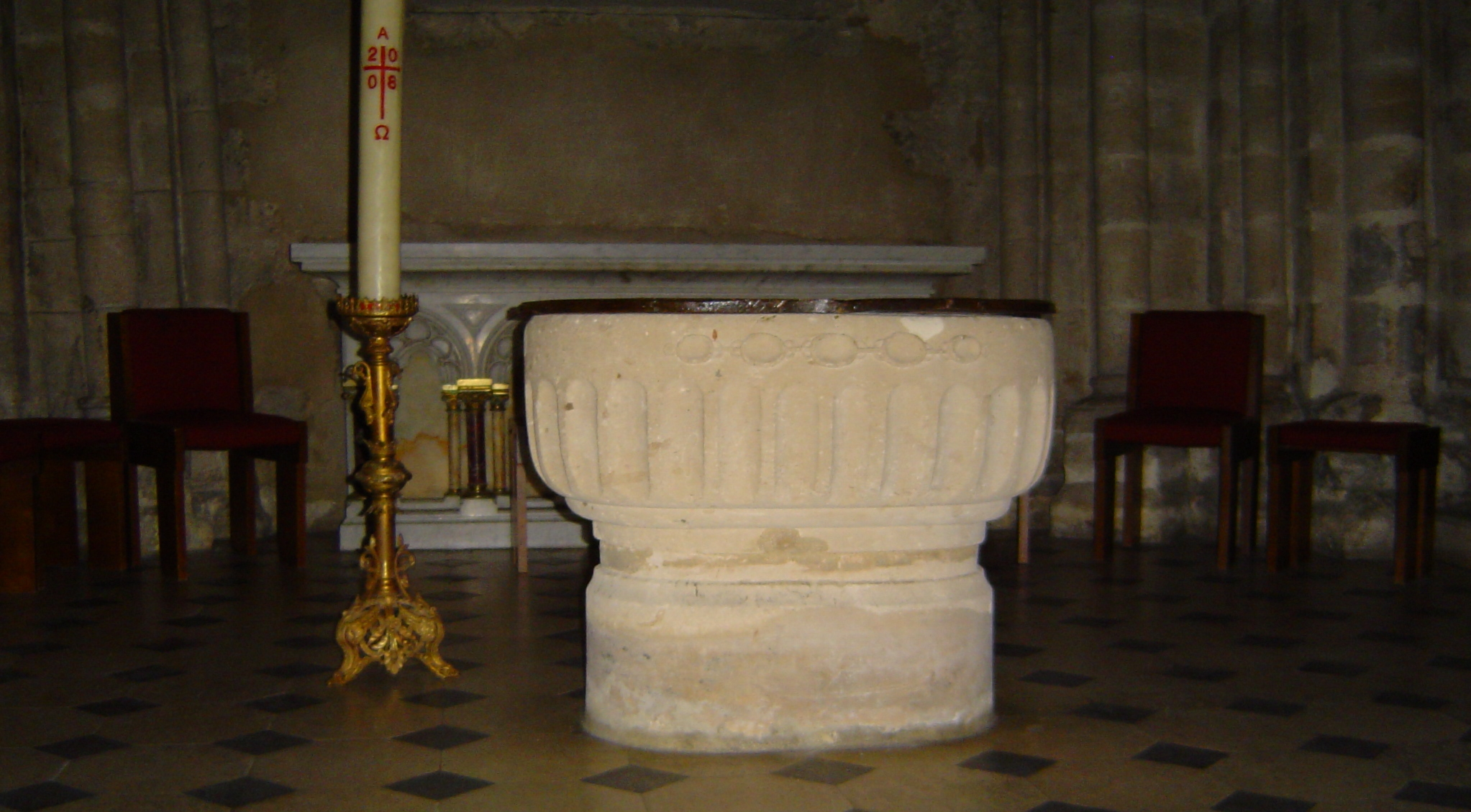
Les fonts baptismaux (XVIIIe siècle).

#### Peintures
Dans le bas-côté nord, on peut voir une peinture murale représentant La Cène, copie de 1852 par Henriette Franquebalme d'une œuvre de Philippe de Champaigne. Elle date de l'époque où l'on confiait à de jeunes élèves des Beaux-Arts la réalisation de copies d'œuvres sacrées, ensuite offertes aux églises, afin de donner aux fidèles le goût de la belle peinture religieuse. Dans l'inventaire général des œuvres d'art réalisé en 1880, 27 autres copies l'accompagnaient alors, mais elles n'ont pas survécu au temps et à la séparation de l'Église et de l'État.
Dans la sacristie, trois tableaux ont été restaurés en 2003 :
- Le Christ en croix, 1870[MP 6], huile sur toile[6] du peintre Antar Teofil Kwiatkowski (1809-1891), copie du tableau de Philippe de Champagne[11],[6] ;
- La Vierge à la grappe, XIXe siècle[MP 7], huile sur toile[6] anonyme, copie du tableau de Pierre Mignard[12],[6] ;
- La Vierge à l'Enfant avec saint Étienne, saint Jérôme et saint Maurice, 1873[MP 8], huile sur toile[6] du peintre Adèle Marguerite Arente, copie du tableau du Titien[13].

Un quatrième tableau, non restauré, y est conservé : Ecce Homo, seconde moitié du XIXe siècle, huile sur toile anonyme, avec un cadre en bois doré figurant un voile retenu par deux cordons.

#### Chaire
La chaire en bois date de la seconde partie du XIXe siècle. Ses boiseries de chêne sculpté témoignent du goût de l'époque pour le style néogothique. En 1981, lors de la restauration de l'église, l'escalier de la chaire a été retiré et la chaire a été reposée plus haut qu'elle n'était.

#### Mosaïque
À droite, la mosaïque du IVe siècle provient du nord de la Syrie. Elle a été déposée en 1991 par la municipalité. Elle mesure 4 × 3,84 m. Elle faisait à l'origine partie d'un pavement multicolore, sans doute placé au centre d'une nef, dans la région d'Antioche au nord de Jérusalem. La conversion au christianisme de l'empereur Constantin en 312 permit un développement de l'art chrétien.
Le thème de cette mosaïque est le triomphe de la Croix. Hautement symbolique, sa composition s'ordonne autour de la croix centrale. Les boucliers hexagonaux, inspirés de ceux des légionnaires de la République romaine, soulignent le triomphe de la Croix. L'arc-en-ciel aux quatre couleurs des tresses est le symbole biblique de l'alliance entre Dieu et les hommes. La représentation végétale stylisée évoque le thème de la Résurrection, entre le lierre au feuillage persistant — souvent présent dans l'iconographie funéraire — et la vigne du renouveau printanier. De même les roses — fleurs de printemps — s'allient aux grenades, fruits d'automne associés à la fertilité et à l'abondance.
Dans le médaillon central figure une croix grecque symbolisant le monogramme du Christ « X et P » : « X » est représenté en entier tandis que le « P » n'est évoqué que sous la forme d'une courbe. De part et d'autre, l'alpha et l'oméga, première et dernière lettres de l'alphabet grec, signifient le commencement et la fin, tandis que deux roses rappellent que la Croix est un nouvel arbre de vie. Objet liturgique, c'est aussi l'une des premières apparitions connues de la Croix comme symbole de vénération du Christ et de son mystère.

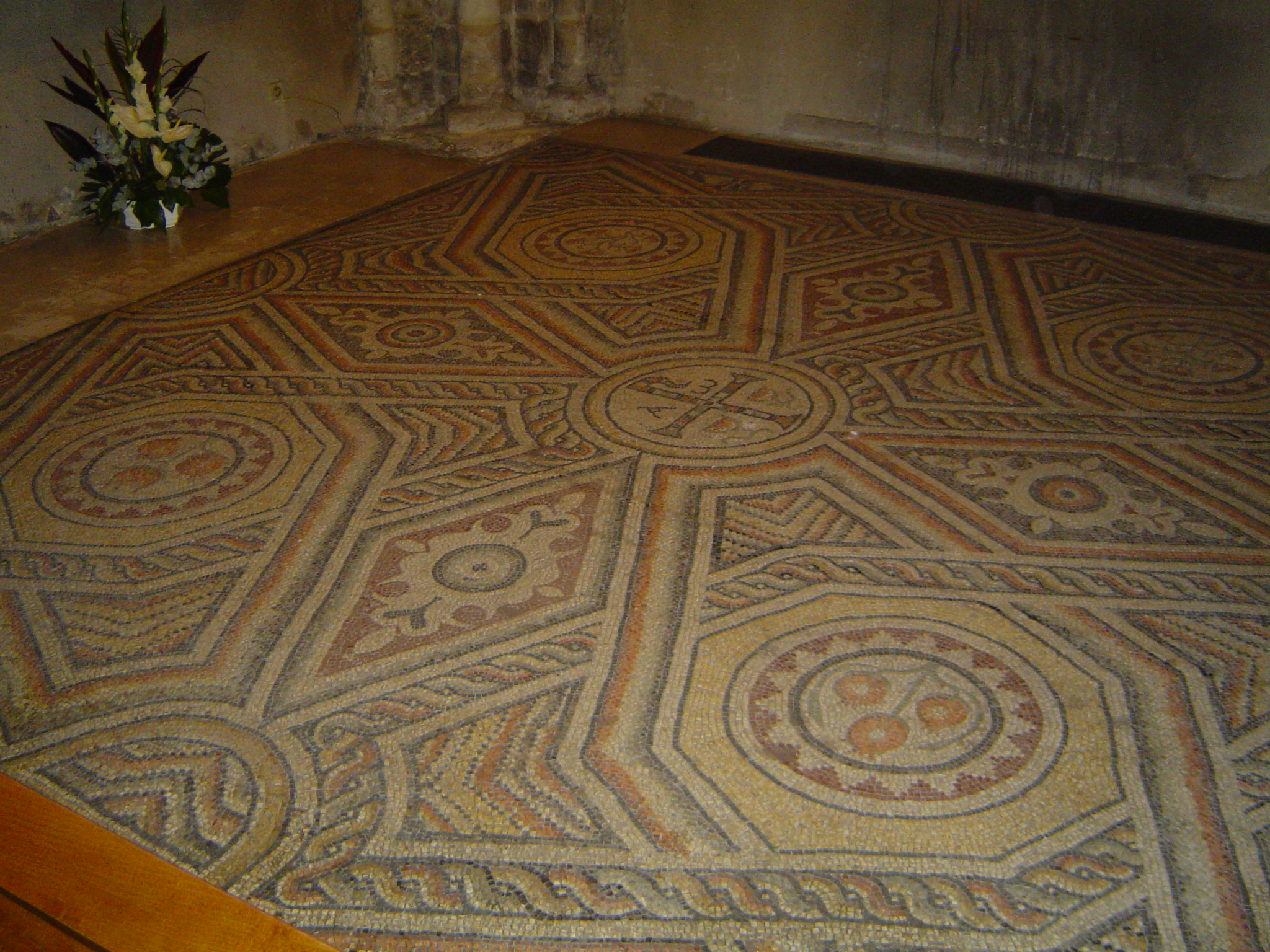
Détail de la mosaïque.
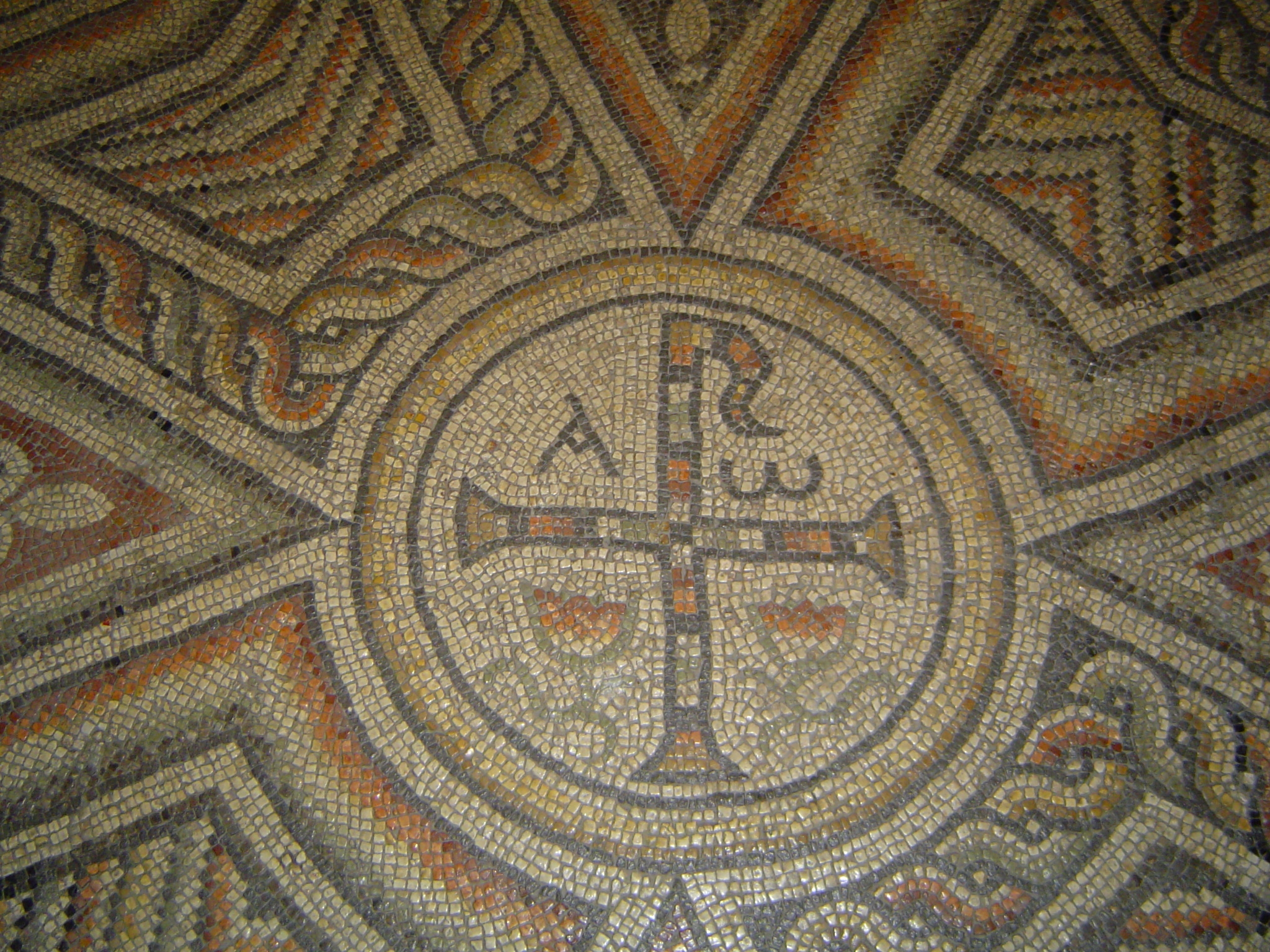
Détail de la croix.

#### Autre mobilier et objets d'art
L’inventaire général du patrimoine culturel de la France cite encore :
- le reliquaire-monstrance, châsse de saint Saturnin », XIXe siècle, en laiton, fonte, verre et velours[MP 12] ;
- la croix de procession », XIXe siècle, en métal argenté[MP 13] ;
- la boîte aux saintes huiles, XIXe siècle, en bois et étain[MP 14] ;
- la bannière de procession de confrérie dite du Sacré-Cœur, 1916, toile peinte[MP 15] ;
- le baiser de paix : calvaire, XVIIIe siècle (?), laiton et fonte[MP 16] ;
- un fauteuil de célébrant et un tabouret de chantre, XIXe siècle, en chêne et velours[MP 17] ;
- L'Immaculée Conception, XVIIIe siècle (?), statuette en bois[MP 18] ;
- La Cène, XIXe siècle, peinture murale, d'après Philippe de Champaigne[MP 5] ;
- le bénitier, XVIIe siècle (?), en calcaire[MP 19] ;
- 58 chapiteaux du XIIe siècle[14] ;
- diverses pièces de mobilier : plaque funéraire, deux plaques commémoratives, clôture de chœur, autel, lavabo en niche, bannière de procession, croix de procession, croix-reliquaire, encensoir, navette à encens, verrière, deux armes, cloche[MP 20].

## Lieu de culte
L'église Saint-Saturnin est l'un des trois lieux de culte de la paroisse catholique Saint-Saturnin d'Antony, les deux autres étant l'église Sainte-Odile et la chapelle « Sainte-Marie Mère de l'Église » de l'Institution Sainte-Marie d'Antony. La congrégation des sœurs de Cluny, installée à Antony, se trouve également sur le territoire de la paroisse.

### Dédicace
Le vocable de saint Saturnin est attesté dans un acte du roi Henri Ier en 1049. Il pourrait remonter aux premiers âges de la chapelle carolingienne. Saint Saturnin, connu également sous le nom de saint Sernin, fut le premier évêque de Toulouse et après son martyre le 29 novembre 250, fut l’un des premiers martyrs chrétiens honorés en France,.

### Historique
En 1177, les religieux de Saint-Germain-des-Prés, abandonnant la direction spirituelle de leur chapelle d'Antony, en font une église paroissiale, confiée à un curé qu'ils se réservent de nommer.

### Curés

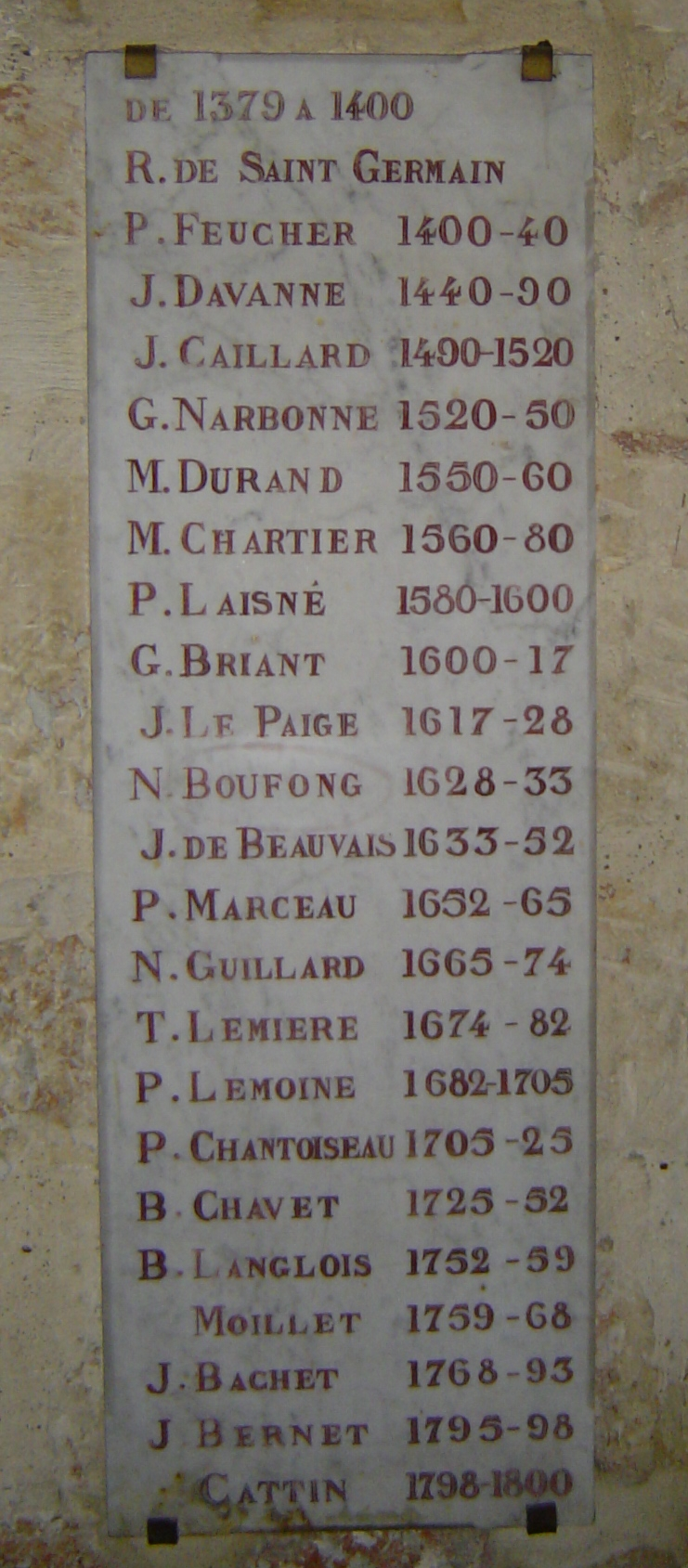
Plaque commémorative des curés de 1379 à 1800.

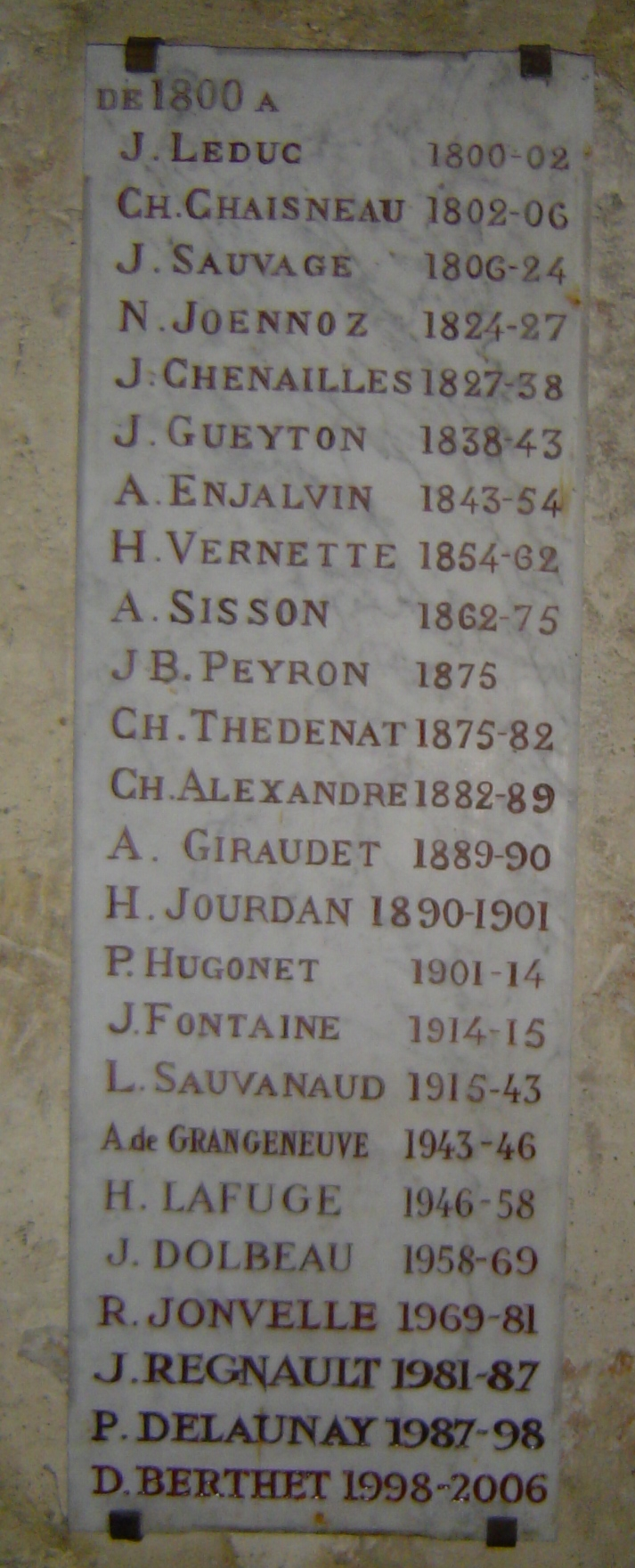
Plaque commémorative des curés de 1800 à 2006.

Depuis 1389, 50 curés se sont succédé : 23 de 1389 à 1800 et 27 depuis, le dernier ayant été nommé en 2015.
XIVe siècle et XVe siècle
- 1379-1400 : R. de Saint-Germain
- 1400-1440 : P. Feucher
- 1440-1490 : J. Davanne
- 1490-1520 : J. Caillard

XVIe siècle et XVIIe siècle
- 1520-1550 : G. Narbonne
- 1550-1560 : M. Durand
- 1560-1580 : M. Chartier
- 1580-1600 : P. Laisné
- 1600-1617 : G. Briant
- 1617-1628 : J. Le Paige
- 1628-1633 : N. Boufong
- 1633-1652 : J. de Beauvais
- 1652-1665 : P. Marceau
- 1665-1674 : N. Guillard
- 1674(1682 : T. Lemière
- 1682-1705 : P. Lemoine

XVIIIe siècle et XIXe siècle
- 1705-1725 : P. Chantoiseau
- 1725-1752 : B. Chavet
- 1752-1759 : B. Langlois
- 1759-1768 :  Moillet, curé, Guillaume Jean-Baptiste Templer, vicaire, en 1763[16]
- 1768-1793 : J. Bachet
- 1795-1798 : Joseph Bernet (né le 4 septembre 1770 à Saint-Flour, fils de Guillaume Bernet, marchand de Saint-Flour, et Jeanne Buisson, et mort le 5 juillet 1846 à Aix-en-Provence) est un cardinal français du XIXe siècle qui a été archevêque d'Aix-en-Provence de 1835 à 1846. Il était commandeur de l'ordre national de la Légion d'honneur.
- 1798-1800 : Cattin
- 1800-1802 : J. Leduc
- 1802-1806 : Ch. Chaisneau
- 1806-1824 : J. Sauvage
- 1824-1827 : N. Joennoz
- 1827-1838 : J. Chenailles
- 1838-1843 : J. Gueyton
- 1843-1854 : A. Enjalvin
- 1854-1862 : H. Vernette
- 1862-1875 : A. Sisson
- 1875-1875 : J-B. Peyron
- 1875-1882 : Ch. Thedenat
- 1882-1889 : Charles-François Marie Alexandre (1827-1896), né à Francheville dans l'Orne, le 28 janvier 1827, il fut prêtre le 2 juin 1855 au diocèse de Séez, vicaire à Nocé, le lendemain de son ordination, puis à Écouché le 1er janvier 1858, curé du Champ-de-la-Pierre du 1er juillet 1862 au 24 octobre 1864, de Fresnay-le-Samson le 30 juillet 1865, et de Notre-Dame de Planches du 15 décembre 1867 au 14 août 1869, il s'établit quelque temps à Boulogne-sur-Seine, fut vicaire à l'église Saint-Jean-Saint-François en 1872, à la Trinité en 1874, et curé de l'église Saint-Saturnin d'Antony le 2 avril 1882, et fut transféré à Bourg-la-Reine où il prend possession le 7 octobre 1889 Il a largement contribué à l'agrandissement de l'église. Il est mort le 2 juillet 1896 et fut inhumé dans le cimetière de la commune de Bourg-la-Reine[17]
- 1889-1890 : A. Giraudet
- 1890-1901 : H. Jourdan

XXe siècle et XXIe siècle
- 1901-1914 : P. Hugonet
- 1914-1915 : J. Fontaine
- 1915-1943 : L. Sauvanaud
- 1943-1946 : A. de Grangeneuve
- 1946-1958 : H. Lafuge
- 1958-1969 : J. Dolbeau
- 1969-1981 : R. Jonvelle
- 1981-1987 : J. Regnault
- 1987-1998 : P. Delaunay
- 1998-2006 : Didier Berthet, futur évêque de Saint-Dié.
- 2006-2015 : Antoine Loyer[18].
- depuis septembre 2015 : Olivier Lebouteux : ordonné en I998, il a été vicaire et aumônier à Neuilly-sur-Seine, puis, de 2006 à 2015, supérieur de la Maison Madeleine-Delbrêl, pour la formation et le discernement des futurs séminaristes. Il est également enseignant en Écriture Sainte au séminaire Saint-Sulpice d'Issy-les-Moulineaux. Il a publié aux éditions de l’Atelier, Construire sa vie, S’ouvrir aux grandes questions et Approfondir sa foi, tous trois en 2004 ; et chez Salvator, Connais-toi toi-même à la lumière de la Bible en 2015, et  Paraboles mode d'emploi aux éditions jésuites en 2018[19].

### Messe télévisée
Dans le cadre de l'émission religieuse française le Jour du Seigneur, la messe télévisée a été célébrée :
- le dimanche 13 décembre 2009 dans cette église[20],[21] ;
- le dimanche 5 décembre 2010 et le dimanche 24 mars 2024 dans la chapelle de l'Institution Sainte-Marie[22];
- le dimanche 7 mars 2021 dans cette église[23].

### Messe radiodiffusée
Quant à la messe radiodiffusée sur les ondes de France Culture, elle l'est régulièrement à partir de la messe du dimanche matin dans la chapelle de l'Institution Sainte-Marie d'Antony, chapelle dépendant de cette paroisse : 29 juin 1975, […] 10 janvier 2010, 20 mars 2011 […] et dimanche de la Sainte-Trinité, le 11 juin 2017.

### Liens de solidarité avec d'autres paroisses
Cette paroisse a créé des liens de solidarité avec trois paroisses : la paroisse de Niangoloko du département de Niangoloko au Burkina Faso, la paroisse de Pires do Rio de la microrégion de Pires do Rio au Brésil et la paroisse Notre-Dame des Vertus à Aubervilliers.

## Pour approfondir